# 美臣·布士圖
美臣·保羅·占士·布士圖（英語：Mason Paul James Burstow，2003年8月4日—）是一名英格蘭職業足球員，司職前鋒，現効力英冠球會侯城。

## 球會生涯

### 查爾頓
布士圖曾先後效力威靈聯及梅德斯通聯的青年隊，後於2020年轉投查爾頓的青訓系統。
2021年8月31日，布士圖於對陣卡維尼的英格蘭足球聯賽錦標賽賽事中上演生涯地標戰，他於比賽第81分鐘後備入替後隨即射入職業生涯首個入球，協助球隊以6–1大勝。
2022年1月12日，在對陣克鲁的2–1英甲敗仗中，布士圖首次於聯賽賽事入球。

### 車路士
2022年2月1日，英超球會車路士宣布簽入布士圖，並將其外借回查爾頓到季尾。
布士圖於2023年夏天入選車路士到美國進行巡迴賽的29人名單，並在對陣多蒙特的友誼賽中首次為車路士入球，協助球隊以1–1逼和對手。
2023年8月13日，布士圖於對陣利物浦的英超揭幕戰中首次入選車路士一隊比賽名單，但並未上陣。同月20日，布士圖在對陣韋斯咸的1–3英超敗仗中首次在正式賽事為車路士上陣，他在比賽的第83分鐘後備入替。

#### 外借新特蘭
2023年9月1日，車路士宣布布士圖被外借到英冠球會新特蘭，為期一季。

## 生涯統計
最後更新：2023年8月20日
| 效力球會       | 球季     | 聯賽     | 聯賽 | 聯賽 | 國家盃賽 | 國家盃賽 | 聯賽盃賽 | 聯賽盃賽 | 其他 | 其他 | 總計 | 總計 |
| 效力球會       | 球季     | 聯賽     | 上陣 | 入球 | 上陣     | 入球     | 上陣     | 入球     | 上陣 | 入球 | 上陣 | 入球 |
| -------------- | -------- | -------- | ---- | ---- | -------- | -------- | -------- | -------- | ---- | ---- | ---- | ---- |
| 查爾頓         | 2021–22  | 英甲     | 16   | 2    | 2        | 1        | 0        | 0        | 5    | 3    | 23   | 6    |
| 車路士U21      | 2022–23  | —        | —    | —    | —        | —        | —        | —        | 4    | 1    | 4    | 1    |
| 車路士         | 2022–23  | 英超     | 0    | 0    | 0        | 0        | 0        | 0        | 0    | 0    | 0    | 0    |
| 車路士         | 2023–24  | 英超     | 2    | 0    | 0        | 0        | 1        | 0        | 0    | 0    | 3    | 0    |
| 車路士         | 總計     | 總計     | 2    | 0    | 0        | 0        | 1        | 0        | 0    | 0    | 3    | 0    |
| 新特蘭（外借） | 2023–24  | 英冠     | 0    | 0    | 0        | 0        | 0        | 0        | 0    | 0    | 0    | 0    |
| 生涯總計       | 生涯總計 | 生涯總計 | 18   | 2    | 2        | 1        | 1        | 0        | 9    | 4    | 30   | 7    |

1. 1 2  於英格蘭足球聯賽錦標賽上陣。

## 外部連結
- 足球数据库：美臣·布士圖的球员统计数据